# Distretto di Xiangcheng (Suzhou)
Il distretto di Xiangcheng (相城区S, Xiàngchéng QūP) è un distretto della Cina, situato nella provincia di Jiangsu e amministrato dalla prefettura di Suzhou.